# Марченко Олександр Володимирович
Олекса́ндр Володи́мирович Ма́рченко (нар.14 квітня 1971, Київ) — український політик, громадський діяч, політтехнолог, правозахисник. Депутат Верховної Ради України 4-го скликання. Голова громадської організації «Всеукраїнське Ополчення».

## Біографія

### Ранні роки, освіта
Народився у Києві 14 квітня 1971 року.
Закінчив київську середню школу № 108 (1988), історичний факультет Переяслав-Хмельницького державного педагогічного університету імені Григорія Сковороди (2003).

### Громадсько-політична діяльність
У віці 19 років обраний до Харківської районної ради міста Києва по виборчому округу № 5 (був депутатом у 1990–1998 роках).
З 2000 року — керівник Спілки молоді регіонів, член президії політради Партії Регіонів. У 2001 році Спілка молоді регіонів ухвалила рішення про підтримку на парламентських виборах блоку Віктора Ющенка «Наша Україна», після чого Олександр Марченко склав усі повноваження у керівних органах Партії Регіонів і вийшов з неї.
З 2001 року — голова ВМГО «Молодіжна Солідарність».

#### Всеукраїнське Ополчення
5 жовтня 2002 року на установчому з'їзді очолив Асоціацію депутатів місцевих Рад та прихильників блоку Віктора Ющенка «Наша Україна». 18 липня 2014 року Асоціацію перейменовано у «Всеукраїнське Ополчення».

### Парламентська діяльність
У 2005–2006 роках — народний депутат України 4-го скликання від блоку Віктора Ющенка «Наша Україна» (номер у списку — 97), член Комітету Верховної Ради з питань законодавчого забезпечення правоохоронної діяльності.
24 березня 2006 року подав до Верховної Ради проект постанови про початок процедури повернення Україні статусу ядерної держави.

### Захоплення Київради
16 серпня 2013 року разом із Єгором Соболєвим, Ігорем Луценком та Олексієм Германом захопив залу засідань Київради. Таким чином ініціатива «Воля» намагалася зашкодити проведенню сесії нелегітимної Київради 19 серпня 2013 року.
|                         | До будівлі ми пройшли за паспортами через громадську приймальню. Піднялись на четвертий поверх ліфтом, а там якраз працівники мерії міняли замки в дверях та замінювали скло в них фанерою. Так готуються до найближчої сесії. Зараз нас чемно просять вийти. Але ми так само чемно відповідаємо, що не вийдемо. Їжі та води із собою не брали, щоб не привертати багато уваги |
| — розповів Єгор Соболєв | |

За годину усіх чотирьох заарештували бійці «Беркуту». З балкону зали засідання арешт зафіксувала на відео журналістка Тетяна Чорновол, яка потрапила до приміщення через вікно (залізла на четвертий поверх по пожежній драбині).
Затриманих доставили до Шевченківського райвідділу міліції. Луценку, Соболєву та Герману дали по 5 діб адмінарешту. Марченку стало зле, і його госпіталізували.